# Amfreville (Calvados)
 Amfreville  es una población y comuna francesa, en la región de Baja Normandía, departamento de Calvados, en el distrito de Caen y cantón de Cabourg.

## Demografía
| 482 | 444 | 615 | 819 | 905 | 1056 |
| Para los censos de 1962 a 1999 la población legal corresponde a la población sin duplicidades (Fuente: INSEE [Consultar]) |     |     |     |     |      |